# Дворец Порт-Доре
Дворец Порт-Доре (фр. Palais de la Porte Dorée, «дворец золотых ворот») — построенный в 1931 году выставочный центр в Париже. Расположен на краю парка «Венсенский лес». В настоящее время в нём находятся тропический аквариум и музей истории иммиграции.
Здание было построено в 1931 для Парижской колониальной выставки, и после её окончания в нём расположился постоянный колониальный музей. Архитектор здания — Альбер Лапрад — выбрал стиль ар-деко, чтобы подчеркнуть союз древности и современности.